# Perconia fuscata
Perconia fuscata är en fjärilsart som beskrevs av Hans-Joachim Hannemann. Perconia fuscata ingår i släktet Perconia och familjen mätare. Inga underarter finns listade i Catalogue of Life.